# Mollie McConnell
Mollie McConnell (Chicago, 24 settembre 1865 – Los Angeles, 9 dicembre 1920) è stata un'attrice statunitense di film muti.

## Biografia
Prima del suo debutto cinematografico, nel 1913, era stata un'attrice teatrale che si era esibita sia in patria che all'estero. Nel 1914 firmò un contratto con la Balboa Amusement Producing Company e interpretò ruoli matronali in molti film. Recitò con William Garwood nel western del 1914 A Ticket to Red Horse Gulch.

## Filmografia
- The Fight Against Evil
- Paying the Price
- The Missionary Box
- The Hendrick's Divorce
- The Helping Hand
- Mollie and the Oil King
- A Ticket to Red Horse Gulch (1914)
- The Unexpected
- The Intrigue
- St. Elmo
- The Will o' the Wisp
- The Square Triangle
- The Criminal Code
- The Heart of a Brute
- The End of the Bridge
- The Bliss of Ignorance
- Who Pays? - serial cinematografico
- The Price of Fame
- Beulah
- Houses of Glass
- Tricks of Fate
- Blue Blood and Yellow
- Today and Tomorrow
- The Web of Crime - cortometraggio (1915)
- For the Commonwealth
- The Pomp of Earth
- The Fruit of Folly
- Toil and Tyranny
- Pearls of Temptation
- The Woman of the Sea
- Should a Wife Forgive?
- The Red Circle (1915)
- Little Mary Sunshine, regia di Henry King (1916)
- A Slave of Corruption
- The Broken Promise
- Broken Fetters
- The Twin Triangle
- Pay Dirt (1916)
- Sibyl's Scenario
- The Crooked Road
- Faith's Reward
- Crooked Road
- The Deluded Wife
- Shadows and Sunshine (1916)
- Twin Souls
- Joy and the Dragon (1916)
- Sunny Jane
- Vengeance of the Dead (1917)
- The Wildcat (1917)
- The Neglected Wife (1917)
- The Checkmate
- Betty Be Good
- Bab the Fixer (1917)
- The Martinache Marriage
- The Climber, regia di Henry King (1917)
- The Understudy
- The Girl Angle
- The Best Man
- His Old-Fashioned Dad
- The Primitive Woman
- Missing
- The Claws of the Hun
- No Man's Land (1918)
- The Demon (1918)
- Little Miss Grown-Up
- Set Free (1918)
- Go West, Young Man
- Roped (1919)
- The Homebreaker
- A pugni nudi (Bare Fists), regia di John Ford (1919)
- One of the Finest
- Fools and Their Money
- Muggsy
- Cheating Herself
- His Official Fiancée
- The Feud (1919)
- Red Hot Dollars
- Nurse Marjorie, regia di William Desmond Taylor (1920)
- Dangerous to Men (1920)
- Let's Be Fashionable
- Homer Comes Home
- Black Beauty (1921)
- The Home Stretch (1921)
- Hearts and Masks, regia di William A. Seiter (1921)